# Ángel malo
Ángel malo é uma telenovela chilena, produzida e exibida pelo Canal 13 entre 19 de março de 1986 e 1 de agosto de 1986 em 101 capítulos, baseado na telenovela brasileira Anjo Mau de Cassiano Gabus Mendes. Foi escrita por Jorge Díaz Saenger, sob a direção de Óscar Rodríguez Gingins.
Foi reprisada por duas vezes. Na primeira, de 14 de janeiro de 1991 à 28 de março de 1991. Na segunda, de 18 de abril de 1994 à 13 de setembro de 1994.

## Enredo
Nice tenta deixar para trás uma infância infeliz e a pobreza material que acompanhou, tentando uma relação sentimental muito difícil. Proprietário de várias empresas bem sucedidas, os Álvarez é uma família que vive uma mansão luxuosa na comuna de Las Condes. Até neste lugar vem a viver e trabalhar Nice, uma jovem de pouco mais de 20 anos. Nice tem um interesse excessivo na ascensão social em ter dinheiro. Para esse efeito tem uma decepção sentimental dos filhos, Roberto, que está enfurecido a sentir-se traído por sua namorada, Paula e seu irmão menor, Ricardo.
Na mansão vive também Stela, irmã mais velha de ambos. Casada com Amadeo, são pais do pequeno Ignacio, do qual é cuidada por Nice. O casal luta constantemente por causa do ciúme dela e ele esconde um segredo: as suas origens extremamente modestas e suas tentativas de ajudar financeiramente sua mãe idosa e uma irmã, Teresa. Juntamente com a história se desenrola em duas outras famílias, intimamente ligada à família Álvarez.
Uma é a que integra Teo, administrador das empresas Álvarez, junto a sua esposa Marilú e a sua filha Lía, que sempre foi apaixonada por Roberto e sua mãe apenas procurando para que eles se casem. A outra família é composta por Raúl e Odette e sua filha, Paula. Seu pai, um homem de negócios, que por sua situação financeira, decide prender a família Álvarez. Pelo jogo de poker, tente pegar o dinheiro dos irmãos e corrigir os seus problemas. O plano incluirá também o casamento de Paula com um dos irmãos Álvarez, que vai assegurar a transferência de dinheiro para suas empresas.

## Elenco

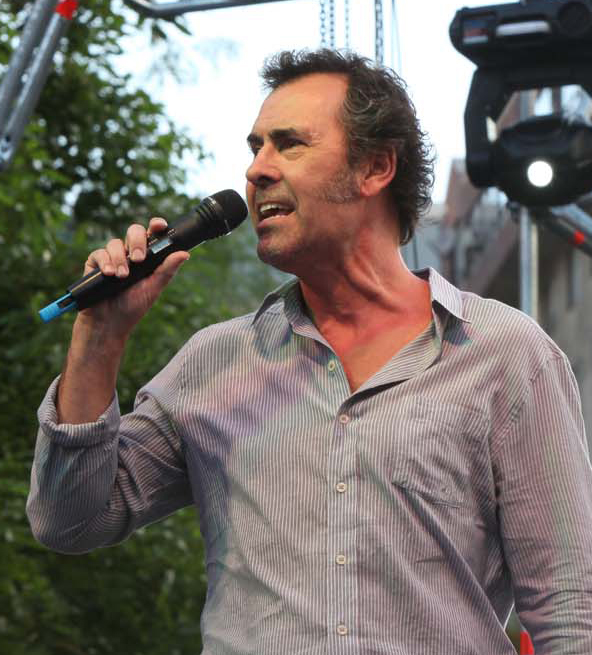
Cristián Campos interpretou Ricardo Álvarez

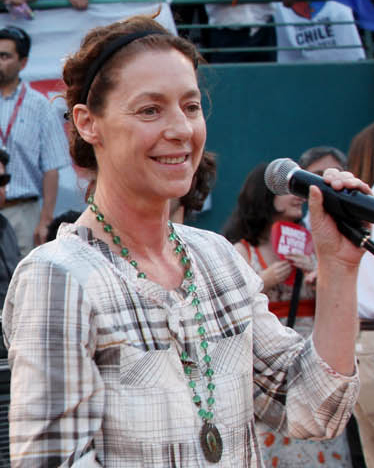
Claudia di Girólamo interpretou Lía Lozano.

| Ator                    | Personagem       |
| ----------------------- | ---------------- |
| Carolina Arregui        | Nice Oyarzo      |
| Bastián Bodenhöfer      | Roberto Álvarez  |
| Claudia di Girólamo     | Lía Lozano       |
| Cristián Campos         | Ricardo Álvarez  |
| Rebeca Ghigliotto       | Paula Bravo      |
| Domingo Tessier         | Edmundo Álvarez  |
| Gloria Münchmeyer       | Stela Álvarez    |
| Alejandro Castillo      | Amadeo García    |
| Nelly Meruane           | Marilú Alemparte |
| Armando Fenoglio        | Teo Lozano       |
| Gabriela Medina         | Alzira de Oyarzo |
| Jorge Yáñez             | Agustín Oyarzo   |
| Maricarmen Arrigorriaga | Teresa García    |
| Marcela Medel           | Toñita Oyarzo    |
| Alicia Quiroga          | Odette           |
| Juan Carlos Bistoto     | Raúl             |
| Samuel Villarroel       | Julio            |
| Claudio Arredondo       | Luis Oyarzo      |
| María Cánepa            | Carmen           |
| Cora Díaz               | Carolina         |
| Exequiel Lavanderos     | Fernando         |
| Silvana Rossi           | Elisa            |
| Patricia Iribarra       | Herminia         |
| Mariel Bravo            | Delfina          |
| Regildo Castro          | Tobías           |
| Tatiana Molina          | Flavia           |
| José Manuel Covarrubias | Goyo             |
| Roxana Pardo            | ?                |

## Outras versões
Ángel malo é um remake da telenovela brasileira Anjo Mau, produzida pela Rede Globo em 1976. Dirigida por Régis Cardoso e Fábio Sabag e protagonizada por Susana Vieira e José Wilker, também teve o mesmo sucesso que a versão chilena. Em 1997, a emissora faz uma nova versão da novela, de mesmo título, escrita por Maria Adelaide Amaral e protagonizada por Glória Pires e Kadu Moliterno.